# Benjamin Tasker
Benjamin Tasker Sr. (* 1690; † 19. Juni 1768 in Annapolis, im späteren US-Bundesstaat Maryland) war ein britischer Kolonialgouverneur der Province of Maryland.

## Lebenslauf
Über die Jugend und Schulausbildung von Benjamin Tasker ist nichts überliefert. Zwischen 1719 und 1742 war er in Annapolis als Naval Officer für Hafen-Angelegenheiten zuständig. Gleichzeitig war er in der Province of Maryland auch politisch aktiv. So gehörte er sowohl dem Stadtrat von Annapolis als auch (zu unterschiedlichen Zeiten) beiden Kammern des kolonialen Parlaments an. Seit 1722 bis zu seinem Tod gehörte er dem Regierungsrat der Kolonie (Governor's Council) an, dessen Vorsitz er zeitweise innehatte. Zwischen 1721 und 1757 war er zudem mehrfach Bürgermeister von Annapolis (1721–1722, 1726–1727, 1747–1748, 1750–1753 und 1756–1757). 1731 gehörte er zu den Gründern der Firma Baltimore Ironworks Company. Nach dem Tod von Kolonialgouverneur Samuel Ogle übernahm er 1752 als ranghöchster Politiker kommissarisch dessen Amt, bis 1753 der neue Gouverneur Horatio Sharpe eintraf. Während seiner langen Zeit als Politiker in Maryland erlebte er diverse Krisen, Kriege darunter auch den Siebenjährigen Krieg in Nordamerika, Indianerkriege und den sogenannten Cresap’s War, einen Grenzkonflikt mit der Province of Pennsylvania, der erst im Jahr 1767 mit der Festlegung der Mason-Dixon-Linie als Grenze beendet wurde. Dieses Ereignis erlebte Benjamin Tasker noch im Jahr vor seinem Tod.
Benjamin Tasker war mit Ann Bladen, einer Schwester des Kolonialgouverneurs Thomas Bladen verheiratet, mit der zehn Kinder hatte. Dazu gehörte die Tochter Anne (1728–1817), die mit dem bedeutend älteren Kolonialgouverneur Samuel Ogle verheiratet war. Aus dieser Ehe entstammte Benjamin Ogle, der von 1798 bis 1801 Gouverneur des US-Bundesstaats Maryland war. Ein weiteres Kind von Benjamin Tasker Sr. war Benjamin Tasker Jr. (1720–1760), der ebenfalls politisch in Maryland aktiv war und unter anderem, wie sein Vater, das Amt des Bürgermeisters von Annapolis bekleidete.